# Олендер (Північна Кароліна)
Олендер (англ. Aulander) — місто (англ. town) в США, в окрузі Берті штату Північна Кароліна. Населення — 763 особи (2020).

## Географія
Олендер розташований за координатами 36°13′41″ пн. ш. 77°6′49″ зх. д. / 36.22806° пн. ш. 77.11361° зх. д. (36.228009, -77.113599).  За даними Бюро перепису населення США в 2010 році місто мало площу 3,83 км², уся площа — суходіл.

## Демографія
Згідно з переписом 2010 року, у місті мешкало 895 осіб у 376 домогосподарствах у складі 225 родин. Густота населення становила 234 особи/км².  Було 450 помешкань (118/км²).
Расовий склад населення:
| - 55,0 % — чорних або афроамериканців - 43,7 % — білих - 0,1 % — корінних американців - 0,1 % — азіатів |

До двох чи більше рас належало 1,1 %. Частка іспаномовних становила 0,6 % від усіх жителів.
За віковим діапазоном населення розподілялося таким чином: 23,4 % — особи молодші 18 років, 58,8 % — особи у віці 18—64 років, 17,8 % — особи у віці 65 років та старші. Медіана віку мешканця становила 42,5 року. На 100 осіб жіночої статі у місті припадало 81,5 чоловіків;  на 100 жінок у віці від 18 років та старших — 78,2 чоловіків також старших 18 років.
Середній дохід на одне домашнє господарство  становив 28 294 долари США (медіана — 25 179), а середній дохід на одну сім'ю — 36 583 долари (медіана — 31 477). За межею бідності перебувало 28,7 % осіб, у тому числі 34,3 % дітей у віці до 18 років та 20,1 % осіб у віці 65 років та старших.
Цивільне працевлаштоване населення становило 175 осіб. Основні галузі зайнятості: освіта, охорона здоров'я та соціальна допомога — 35,4 %, виробництво — 15,4 %, роздрібна торгівля — 10,3 %, будівництво — 9,7 %.